# デヴィッド・カード
デヴィッド・エドワード・カード（David Edward Card, 1956年 - ）は、カナダの労働経済学者。カリフォルニア大学バークレー校経済学教授。
2021年ノーベル経済学賞受賞。

## 研究
1990年代前半に当時プリンストン大学で同僚であったアラン・クルーガーと共に発表した、「ニュージャージー州で最低賃金が引き上げられたが、州内のファストフード企業で人員削減は起こらなかった」という発見によって注目された。

この発見はそれまで経済学者の間で一般的であった考えとは異なっていた。その方法論（差分の差分法）と主張は一部では論争の種になったが（詳しい議論のためには最低賃金を参照）、ジョセフ・E・スティグリッツやポール・クルーグマンをはじめとした多くの経済学者がこの発見を受け入れた。
カードは、ほかに移民や教育、 職業訓練、不平等といった分野の研究にも重要な貢献をしている。カードの研究の多くはアメリカとカナダをあらゆる場面で比較することに集中している。移民に関しては、「新たに入ってくる移民がもたらす経済効果は限りなく小さい」という研究を発表した。また、複数の事例研究を行い、「移民グループの急速な同化による賃金への影響は、ほとんどまたは全くない」ということを発見している。ニューヨーク・タイムズのインタビューでは、「正直に言って、（移民に対する）経済的な議論は、二次的なものだと思う。ほとんど関連性がない」と発言している。しかしながら、この発言はカードが「移民を増やすべきだ」と考えているわけではなく、単に「移民は労働市場に対する脅威にはならない」と言っているにすぎない。
カードは政治的な影響の大きいテーマについて研究を行うことがあるが、自身はこうした問題について立場を公言したり政策提言を行うことはない。にもかかわらず、カードの研究は移民の増加や最低賃金の法的規制を肯定する文脈で引用されることがふつうになっている。

## 経歴
1978年にクイーンズ大学で学士（教養）を取得。1983年にプリンストン大学でオーリー・アッシェンフェルターの指導を受け、経済学博士号を取得した。博士論文は"Indexation in long term labor contracts"（長期労使契約下におけるインデクセーションについて）。
1982年〜1983年、シカゴ大学ブース・スクール・オブ・ビジネスビジネス経済学助教授として研究者としてのキャリアをスタートさせた。1983年〜1997年のバークレーに移るまでの期間プリンストン大学教員を務めていた。その間1990年〜1991年までコロンビア大学で客員教授を務めた。1988年〜1992年、Journal of Labor Economics 編集者、1993年〜1997年、エコノメトリカ編集者、2002年〜2005年、American Economic Review編集者を歴任した。

### 受賞歴
1995年、ジョン・ベイツ・クラーク賞受賞。同賞は経済学の思想および知見に最も貢献したと考えられる40歳未満のアメリカの経済学者に授与される。また、2008年にはディーン・ヒスロップとともにEconometric Societyよりフリッシュメダルを授与された。2009年、サンフランシスコで行われたアメリカ経済学会の年次会議で、毎年行われているリチャード・イーリー記念講演（イーリー講演）を担当した。2011年、経済学教授への「一番好きな存命で60歳未満の経済学者」を聞いた調査で5位になった。2013年には、ヨシュア・アングリスト、アラン・クルーガーとともに実証的ミクロ経済学への貢献を評価され、クラリベイト引用栄誉賞（旧称：トムソン・ロイター引用栄誉賞）を受賞。2014年、グレゴリー・マンキューとともにアメリカ経済学会の副会長に任命された。
2014年、リチャード・ブランデルとともに経済財務管理のカテゴリでBBVA Foundation Frontiers of Knowledge Awardを受賞。審査員のコメントによると、「実証ミクロ経済学への貢献」が評価されたことによる。「重要な実証的問いを動機として両者は適切な経済学的モデルの開発と予測を行い、方法論の確立に大きく貢献した。両者ともに、緻密で注意深くかつ革新的で組織だった研究デザインをすること、経済学的方法を厳密に適用すること、結果を冷静に報告することで知られている。」

## 著作

### 著書
2020年6月5日現在、すべて未邦訳。
- Card, David; Raphael, Steven, eds (2013). Immigration, Poverty, and Socioeconomic Inequality. New York: Russell Sage Foundation. ISBN 9780871544988
- Card, David; Krueger, Alan B. (2011). Akee, Randall K. Q.; Zimmermann, Klaus F.. eds. Wages, School Quality, and Employment Demand. IZA Prize in Labor Economics Series. Oxford: Oxford University Press. ISBN 9780199693382
- Ashenfelter, Orley; Card, David, eds (2011). Handbook of Labor Economics. Handbook of Labor Economics. 4A. Amsterdam: Elsevier. ISBN 9780444534507
- Ashenfelter, Orley; Card, David, eds (2011). Handbook of Labor Economics. Handbook of Labor Economics. 4B. Amsterdam: Elsevier. ISBN 9780444534521
- Auerbach, Alan J.; Card, David; Quigley, John M., eds (2006). Poverty, The Distribution of Income , and Public Policy. New York: Russell Sage Foundation. ISBN 9780871540461
- Card, David; Blundell, Richard; Freeman, Richard B., eds (2004). Seeking a Premier Economy: The Economic Effects of British Economic Reforms, 1980-2000. National Bureau of Economic Research Comparative Labor Markets Series. Chicago: University of Chicago Press. ISBN 9780226092843
- Card, David; Blank, Rebecca M., eds (2000). Finding Jobs: Work and Welfare Reform. New York: Russell Sage Foundation. ISBN 9780871541161
- Ashenfelter, Orley C.; Card, David, eds (1999). Handbook of Labor Economics. Handbook of Labor Economics. 3A. Amsterdam: Elsevier. ISBN 9780444501875
- Ashenfelter, Orley C.; Card, David, eds (1999). Handbook of Labor Economics. Handbook of Labor Economics. 3B. Amsterdam: Elsevier. ISBN 9780444501882
- Ashenfelter, Orley C.; Card, David, eds (1999). Handbook of Labor Economics. Handbook of Labor Economics. 3C. Amsterdam: Elsevier. ISBN 9780444501899
- Card, David; Krueger, Alan B. (1995). Myth and Measurement: The New Economics of the Minimum Wage (1st ed.). Princeton: Princeton University Press. ISBN 9780691043906

Card, David; Krueger, Alan B. (2016). Myth and Measurement: The New Economics of the Minimum Wage (Twentieth-Anniversary ed.). Princeton: Princeton University Press. ISBN 9780691169125
- Card, David; Freeman, Richard B., eds (1993). Small Differences that Matter: Labor Markets and Income Maintenance in Canada and the United States. National Bureau of Economic Research Comparative Labor Markets Series. Chicago: University of Chicago Press. ISBN 9780226092836